# Oxyopes occidens
Oxyopes occidens là một loài nhện trong họ Oxyopidae.
Loài này thuộc chi Oxyopes. Oxyopes occidens được George Stewardson Brady miêu tả năm 1964.